# Коми Автономная Советская Социалистическая Республика
Ко́ми Автоно́мная Сове́тская Социалисти́ческая Респу́блика (Коми АССР, коми Коми Автономнӧй Сӧветскӧй Социалистическӧй Республика) — автономная республика на северо-западе РСФСР, образована 22 августа 1921 года как Автономная область Коми (Зырян), в 1936 году преобразованная в республику. 
Столицей Коми АССР был город Сыктывкар.

## История
22 августа 1921 года из восточных частей Архангельской и Северо-Двинской губерний РСФСР была образована автономная область Коми (Зырян).
5 декабря 1936 по новой Конституции СССР АО Коми (Зырян) была преобразована в Коми АССР.
30 декабря 1978 года на севере Коми АССР морозы достигали −45…−51 °C.
29 августа 1990 года Верховный Совет автономии провозгласил её суверенитет в качестве Коми ССР; 24 мая 1991 года Съезд народных депутатов РСФСР внёс новое название в ст. 71 конституции РСФСР.
26 мая 1992 года Верховный Совет Коми принял закон о переименовании Коми ССР в Республику Коми. 9 декабря 1992 года новое название было внесено Съездом народных депутатов в Конституцию Российской Федерации. Данная поправка вступила в силу с момента опубликования в «Российской газете» 12 января 1993 года.

## Административное деление
При образовании Коми АССР в её состав входили:
- Ижемский район
- Летский район
- Прилузский район
- Сторожевский район
- Сыктывкарский район
- Сосногорский район
- Троицко-Печорский район
- Удорский район
- Усть-Усинский район
- Усть-Вымский район
- Усть-Куломский район
- Усть-Цилемский район

## Демография
По переписи 1939 года, 72,5 % населения Коми АССР (231 301 чел.) составляли представители народа коми. В дальнейшем их абсолютная численность несколько возрастала, однако процентная доля в общем составе населения падала за счёт увеличения численности представителей других национальностей СССР и к 1989 году составляла лишь 23,3 %.
|          | перепись 1939    | перепись 1959    | перепись 1970    | перепись 1979    | перепись 1989    |
| -------- | ---------------- | ---------------- | ---------------- | ---------------- | ---------------- |
| Русские  | 70 226 (22,0 %)  | 389 995 (48,4 %) | 512 203 (53,1 %) | 629 523 (56,7 %) | 721 780 (57,7 %) |
| Коми     | 231 301 (72,5 %) | 245 074 (30,4 %) | 276 178 (28,6 %) | 280 798 (25,3 %) | 291 542 (23,3 %) |
| Украинцы | 6010 (1,9 %)     | 80 132 (9,9 %)   | 82 955 (8,6 %)   | 94 154 (8,5 %)   | 104 170 (8,3 %)  |
| Татары   | 709 (0,2 %)      | 8459 (1,0 %)     | 11 906 (1,5 %)   | 17 836 (1,6 %)   | 25 980 (2,1 %)   |
| Белорусы | 3323 (1,0 %)     | 22 339 (2,8 %)   | 24 706 (3,1 %)   | 24 763 (2,2 %)   | 26 730 (2,1 %)   |
| Немцы    | 2617 (0,8 %)     | 19 805 (2,5 %)   | 14 647 (1,8 %)   | 13 339 (1,2 %)   | 12 866 (1,0 %)   |
| Другие   | 4810 (1,5 %)     | 40 395 (5,0 %)   | 42 207 (4,4 %)   | 49 948 (4,5 %)   | 67 779 (5,4 %)   |